# گراداتس (سینیتسا)
گراداتس (به صربی: Gradac) یک منطقهٔ مسکونی در صربستان است که در سینیتسا واقع شده‌است. گراداتس ۱۵۰ نفر جمعیت دارد.